# لوسیانو ورا
لوسیانو ورا (انگلیسی: Luciano Vera؛ زادهٔ ۹ فوریهٔ ۲۰۰۲) بازیکن فوتبال است.
وی همچنین در تیم ملی فوتبال Argentina U17 بازی کرده‌است.